# Biarum fraasianum
Biarum fraasianum är en kallaväxtart som först beskrevs av Heinrich Wilhelm Schott, och fick sitt nu gällande namn av Carl Fredrik Nyman. Biarum fraasianum ingår i släktet Biarum och familjen kallaväxter. Inga underarter finns listade.